# Воин потерянного мира
«Воин потерянного мира» (англ. Warrior of the Lost World) — фантастический фильм-антиутопия 1983 года в жанре постапокалиптики.

## Сюжет
В далеком будущем, после всемирной катастрофы, остатки человечества поделились на несколько враждующих группировок. Одна из них — тоталитарный клан «Омега» под предводительством Проссора; другая — движение «Новый путь», которое провозглашало свободу и равенство. Эти группировки враждовали, и практически во всех боевых действиях одерживала победу «Омега». Так продолжалось до тех пор, пока в «штаб-квартиру» последователей «Нового пути» не попадает одинокий путешественник на супермотоцикле, оснащенном мощным компьютером. Адепты «Нового пути» признают в нём избранного, того, кто поможет им одержать победу и привести человечества к веку новой цивилизации и торжествующего разума. Они уговаривают Путешественника отправиться на спасение главного идеолога движения, который попал в плен. В результате этой операции, пошедшей совсем не по первоначальному плану, к пленному отцу присоединяется и его дочь Настасия. Теперь все бойцы «Нового пути» во главе с безымянным героем готовятся атаковать «Омегу» и уничтожить её навсегда.

## В ролях
- Роберт Джинти — Путешественник
- Персис Хамбатта — Настасия
- Дональд Плезенс — Проссор
- Фред Уильямсон — Хенчмен
- Лаура Нуччи — Элдер
- Харрисон Мюллер — Макуэйн